# Gáň
Gáň (1956–1961 slowakisch „Brakoňská Gáň“; ungarisch Gány) ist eine Gemeinde im Westen der Slowakei mit 885 Einwohnern (Stand 31. Dezember 2024), die zum Okres Galanta, einem Teil des Trnavský kraj gehört.

## Geographie

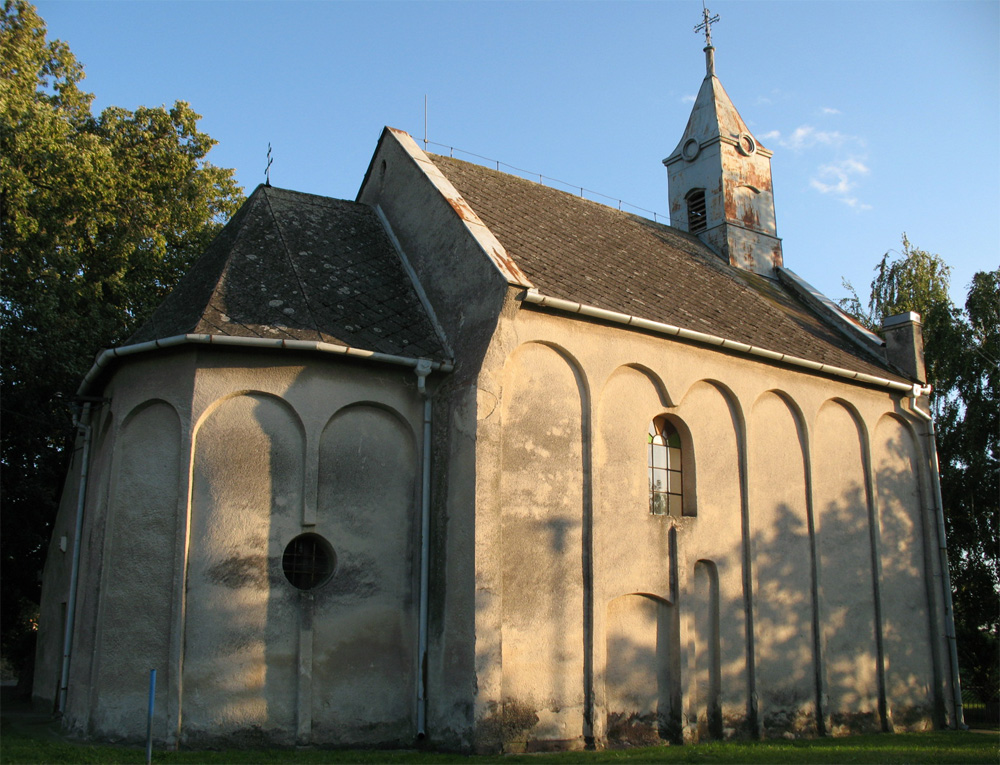
Heilige-Familie-Kirche von Gáň

Die Gemeinde befindet sich im slowakischen Donautiefland auf einer Ebene zwischen dem Dudváh im Westen und der Waag im Osten. Durch den Ort fließt der Bach Derňa, der eigentlich ein Arm der Waag war. Das Ortszentrum liegt auf einer Höhe von 122 m n.m. und ist sechs Kilometer von Galanta sowie acht Kilometer von Sereď entfernt.
Das Gemeindegebiet ist in die Katastralgebiete Brakoň (1956 eingemeindet) und Gáň gegliedert; diese Gliederung spiegelt sich nicht in den Gemeindeteilen wider.
Nachbargemeinden sind Dolná Streda im Norden, Galanta (Stadtteile Nebojsa und Hody) im Süden und Veľká Mača im Westen.

## Geschichte
Gáň wurde zum ersten Mal 1113 in den Zoborer Urkunden als villa Gan schriftlich erwähnt und war damals Gut der dortigen Abtei. Der Name soll von einem slawischen Vornamen abgeleitet worden sein. Im 13. Jahrhundert war das Dorf zwischen der Burg im heutigen Hlohovec und dem Bistum Neutra geteilt. Später gehörte es verschiedenen Edelmännern wie z. B. Bucsányi und Borsy. 1553 sind acht Porta verzeichnet. 1828 zählte man 39 Häuser und 282 Einwohner.
Bis 1918 gehörte der im Komitat Pressburg liegende Ort zum Königreich Ungarn und kam danach zur Tschechoslowakei beziehungsweise heute Slowakei.

## Bevölkerung
| Jahr                | 1994 | 2004     | 2014     | 2024     |
| ------------------- | ---- | -------- | -------- | -------- |
| Anzahl der Personen | 620  | 695      | 780      | 885      |
| Unterschied         |      | +12,09 % | +12,23 % | +13,46 % |

| Jahr                | 2023 | 2024    |
| ------------------- | ---- | ------- |
| Anzahl der Personen | 882  | 885     |
| Unterschied         |      | +0,34 % |

Gemäß der Volkszählung 2011 wohnten in Gáň 624 Einwohner, davon 624 Slowaken, 53 Magyaren und ein Tscheche. 18 Einwohner machten keine Angabe. 566 Einwohner gehörten zur römisch-katholischen Kirche, 18 Einwohner zur evangelischen Kirche A. B. und zur reformierten Kirche, jeweils zwei Einwohner zur griechisch-katholischen Kirche, orthodoxen Kirche und zu den Mormonen und jeweils ein Einwohner zur apostolischen Kirche und zur evangelisch-methodistischen Kirche; ein Einwohner war anderer Konfession. 70 Einwohner waren konfessionslos und bei 33 Einwohnern ist die Konfession nicht ermittelt.
Ergebnisse nach der Volkszählung 2001 (632 Einwohner):
| Nach Ethnie: - 4,43 % Magyaren - 94,94 % Slowaken - 0,16 % Ukrainer - 0,47 % Tschechen | Nach Konfession: - 89,40 % römisch-katholisch - 8,23 % konfessionslos - 1,42 % evangelisch - 0,32 % keine Angabe |

## Bauwerke
- römisch-katholische Heilige-Familie-Kirche aus dem 12. Jahrhundert, ursprünglich romanisch gestaltet, 1735 barockisiert
- Landschloss im Renaissancestil aus dem 17. Jahrhundert, im 18. Jahrhundert vergrößert, heute beherbergt es einige Wohnungen

## Persönlichkeiten
- Vladimír Filo (1940–2015), Bischof von Rožňava